# Hasan Hasan Ahmad Muhammad
Hasan Hasan Ahmad Muhammad (arab. حسن حسن أحمد محمد; ur. 3 lutego 1999) – egipski zapaśnik walczący w stylu klasycznym. Zajął piąte miejsce na mistrzostwach świata w 2018. Złoty medalista mistrzostw Afryki w 2018. Triumfator mistrzostw arabskich w 2018. Drugi na MŚ juniorów w 2018 i trzeci w 2017. Mistrz Afryki juniorów w 2017 i 2018 i 2019 roku.